# Where Did Our Love Go (album)
Albums de The Supremes
Meet The Supremes
(1962) A Bit of Liverpool
(1964)
Singles
1. A Breath Taking Guy
Sortie : 12 juin 1963
2. When the Lovelight Starts Shining Through His Eyes
Sortie : 31 octobre 1963
3. Run, Run, Run
Sortie : 7 février 1964
4. Where Did Our Love Go
Sortie : 17 juin 1964
5. Baby Love
Sortie : 17 septembre 1964
6. Come See About Me
Sortie : 27 octobre 1964

Where Did Our Love Go est le deuxième album du groupe The Supremes, sorti en août 1964. Il inclut les trois premiers singles no 1 des Supremes : Where Did Our Love Go, Baby Love et Come See About Me.

## Titres
Toutes les chansons sont de Holland-Dozier-Holland, sauf mention contraire.

### Face 1
1. Where Did Our Love Go – 2:32
2. Run, Run, Run – 2:15
3. Baby Love – 2:34
4. When the Lovelight Starts Shining Through His Eyes – 2:34
5. Come See About Me – 2:39
6. Long Gone Lover (Smokey Robinson) – 2:20

### Face 2
1. I'm Giving You Your Freedom – 2:37
2. A Breath Taking Guy (Robinson) – 2:20
3. He Means the World to Me (Norman Whitfield) – 1:52
4. Standing at the Crossroads of Love – 2:27
5. Your Kiss of Fire (Berry Gordy, Harvey Fuqua) – 2:45
6. Ask Any Girl – 3:01

En 2004, pour les quarante ans de l'album, la Motown sort, par l’intermédiaire du label Hip-O select dévolu à la vente par Internet, Where Did Our Love Go – The 40th Anniversary Edition, un double CD particulièrement riche. Les douze chansons de l'album sont disponibles en stéréo puis en mono sur un cd. Sur l'autre on a 14 titres enregistrés lors des mêmes sessions, une version supplémentaire de Baby Love, quatre chansons prévues pour l'album annulé The Supremes sing ballads and blues (qui aurait dû sortir en septembre 1963 et être leur deuxième album) ainsi que 8 titres enregistrés en public en août 1964 et prévus pour l'album lui aussi annulé The Supremes Live! Live! Live!. Quatre chansons du second cd sont déjà sorties auparavant sur d'autres compilations mais avec des mixages différents et une est reprise telle quelle de The Never Nefore released Masters, une compilation d’inédits de 1987.

## Personnel
- Diane Ross, Florence Ballard et Mary Wilson : chant et chœurs
- The Funk Brothers : instrumentation
- The Four Tops et Holland-Dozier-Holland : chœurs sur When the Lovelight Starts Shining Through His Eyes et Run, Run, Run
- Robert Gordy : producteur (Your Kiss of Fire)
- Smokey Robinson : producteur (Long Gone Lover et A Breath Taking Guy)
- Norman Whitfield : producteur (He Means the World to Me)
- Brian Holland et Lamont Dozier : producteurs (tous les autres titres)